# Chlosyne fruhstorferi
Chlosyne fruhstorferi är en fjärilsart som beskrevs av Johannes Karl Max Röber 1914. Chlosyne fruhstorferi ingår i släktet Chlosyne och familjen praktfjärilar. Inga underarter finns listade i Catalogue of Life.